# Marta Betanzos Roig
Marta Betanzos Roig (Santa Cruz de Tenerife, 1958) es una diplomática española. Es la embajadora de España en China desde febrero de 2024.

## Biografía
Nacida en Santa Cruz de Tenerife. Hija de Consuelo y Luis. El matrimonio tuvo cinco hijos: María Jesús, Domingo, Almudena, Pablo y Marta. Marta pasó los veranos de su infancia en Portosín (La Coruña) junto con su familia (hasta 1964). Tiempo después, su familia fijó su residencia en Madrid.
Tras licenciarse en Derecho y diplomarse en Psicología por la Universidad Complutense de Madrid, completó su formación universitaria con una diplomatura en Estudios Internacionales en la Escuela Diplomática. Accedió a la carrera diplomática en octubre de 1986.
Está casada y tiene dos hijos: Marta y Manuel.

### Servicios Exteriores
Ha sido la primera Embajadora de España en la República de Mali, abriendo embajada en Bamako; embajadora representante Permanente de España ante la Organización para la Seguridad y Cooperación en Europa - OSCE (Viena); segunda jefa en la Embajada de España en Pekín; consejera en la Representación Permanente de España ante Naciones Unidas; y segunda jefa en la Embajada de España en Trípoli (Libia).

### Trabajo en la Unión Europea
En el ámbito de la Unión Europea desempeñó diversas responsabilidades de asesoramiento y coordinación en asuntos de Extranjería, Asilo e Inmigración como subdirectora general adjunta para Asuntos de Justicia e Interior en la Secretaría de Estado para la Unión Europea y subdirectora general de Cooperación Jurídica Internacional en el Ministerio de Justicia y vocal asesora para la OSCE y Consejo de Europa en el Ministerio de Asuntos Exteriores.

### Embajadora en Portugal
Fue embajadora de España en Portugal entre 2018 y 2023,siendo la primera mujer que ostenta este cargo en la capital portuguesa.
Durante su estancia en Portugal, al frente de la embajada en Lisboa trató de diversos asuntos, entre los que destacan: las Eurociudades, la intercomprensión entre los pueblos, la gestión de la pandemia en la Embajada española, y las conexiones ferroviarias. Este último asunto, tratado en la Cumbre Ibérica de Guarda, fue un tema sensible en las relaciones hispano-lusas.

#### Gestión de la embajada durante lapandemia del COVID-19.
En los primeros tiempos, principalmente en marzo, estuvimos volcados en facilitar los retornos. No sólo el retorno de los españoles porque lo tenían más fácil, solamente tenían que esperar unos días para desplazarse por el territorio nacional. Había autobuses que hacían las conexiones. La parte de los españoles era lo más fácil de gestionar. Tuvimos mucho trabajo en facilitar el retorno de muchos españoles a nivel mundial, que estaban en la India, África y América, que vieron que los vuelos se redujeron mucho y algunos acaban por aterrizar en Lisboa u Oporto. Teníamos que facilitar su vuelta a casa. Pero sobre todo tuvimos muchos extranjeros, muchos iberoamericanos y latinoamericanos, que tenían en Madrid el aeropuerto de salida para sus destinos. Tuvimos que hacer un doble trabajo de coordinación con las embajadas, sean las españolas en el exterior o sean las iberoamericanas aquí, con las autoridades en España para que estas personas no quedaran náufragas. Naturalmente fue complicado porque hay una cuestión insalvable: tener a disposición la documentación que demuestre la identidad y orígenes, lo que lleva siempre a algún tiempo para supervisar. Teníamos una cuestión humanitaria, que era lo más importante. Muchas personas estaban sufriendo, otras tenían falta de recursos. Resolver estas cuestiones en tiempos de presión emocional no fue fácil. El tercer elemento es que nadie sabía lo que era eso del Covid, cuánto tiempo iba a durar, cuál sería el comportamiento de las personas y la capacidad de reacción de las administraciones. Estábamos todos aprendiendo a hacer ese camino e intentando mantener siempre el ánimo y el timón. Los primeros tiempos muy devastadores por las imágenes que llegaban por los medios de comunicación. Y eso fue difícil de asimilar. Creo que fue todo bien y hubo personas que tuvieron tiempo para agradecer lo que fue hecho por mí y por otros funcionarios anónimos de la Embajada. Todo esto con limitaciones, tanto de recursos como por estar apartados y en confinamiento. Esto ocurrió en todo el mundo, en todos los ámbitos laborales. Hubo una voluntad de hacer las cosas bien y creo que salió bien.
Extracto de una entrevista en el medio digital https://eltrapezio.eu/es/ el 23 de diciembre de 2020.

### Embajadora en China
En enero de 2024 fue designada embajadora de España en China, siendo la primera mujer en ostentar el cargo.

## Otros trabajos.
Ha prestado apoyo a la Dirección General de Información Diplomática y Medios de Comunicación al frente de la coordinación de la Diplomacia Pública.

## Distinciones
Ha recibido las siguientes distinciones:
- Cruz al Mérito Policial con Distintivo Blanco de España
- Gran Oficial de la Orden del Mérito de la República de Mali.